# Lista de deputados estaduais de Sergipe da 16.ª legislatura
Esta é a lista dos deputados estaduais eleitos para a Assembleia Legislativa de Sergipe na legislatura de fevereiro de 2007 a janeiro de 2011.

## Composição das bancadas
| Partido | Líder                       | Bancada | Posição      |
| ------- | --------------------------- | ------- | ------------ |
| PSC     | André Moura                 | 6 / 24  | Governo      |
| DEM     | Antônio Passos              | 4 / 24  | Oposição     |
| PT      | Rogério Carvalho            | 4 / 24  | Governo      |
| PSB     | Armando Batalha             | 2 / 24  | Governo      |
| PMDB    | Prof. Wanderlê              | 2 / 24  | Governo      |
| PTdoB   | Paulinho da Varzinhas Filho | 2 / 24  | Independente |
| PSDB    | Luiz Mitidieri              | 1 / 24  | Oposição     |
| PRB     | Mardoqueu                   | 1 / 24  | Governo      |
| PDT     | Ulices Andrade              | 1 / 24  | Governo      |
| PP      | Venâncio Fonseca            | 1 / 24  | Oposição     |

## Deputados Estaduais
| Número | Deputados estaduais eleitos | Partido | Votação | Percentual | Cidade onde nasceu | Unidade federativa |
| 20222  | André Moura                 | PSC     | 38.778  | 3,81%      | Salvador           | Bahia              |
| 20000  | Cesar Mandarino             | PSC     | 33.955  | 3,34%      | Aracaju            | Sergipe            |
| 40123  | Adelson Barreto             | PSB     | 33.587  | 3,30%      | Aracaju            | Sergipe            |
| 25555  | Augusto Bezerra             | DEM     | 30.267  | 2,98%      | Aracaju            | Sergipe            |
| 13900  | Ana Lúcia                   | PT      | 30.021  | 2,95%      | Aracaju            | Sergipe            |
| 25110  | Antônio Passos              | DEM     | 28.554  | 2,81%      | Cícero Dantas      | Bahia              |
| 13192  | Rogério Carvalho            | PT      | 26.208  | 2,58%      | Aracaju            | Sergipe            |
| 20200  | Susana Azevedo              | PSC     | 24.958  | 2,45%      | Aracaju            | Sergipe            |
| 25000  | Arnaldo Bispo               | DEM     | 24.682  | 2,43%      | Itabaiana          | Sergipe            |
| 45123  | Luiz Mitidieri              | PSDB    | 24.652  | 2,42%      | Boquim             | Sergipe            |
| 11111  | Venâncio Fonseca            | PP      | 23.874  | 2,35%      | Boquim             | Sergipe            |
| 25678  | Celinha Franco              | DEM     | 22.414  | 2,20%      | Aracaju            | Sergipe            |
| 20456  | Zeca                        | PSC     | 21.135  | 2,08%      | Aracaju            | Sergipe            |
| 20123  | Valmir da Madereira         | PSC     | 20.912  | 2,06%      | Salgado            | Sergipe            |
| 40999  | Armando Batalha             | PSB     | 20.063  | 1,97%      | Aracaju            | Sergipe            |
| 70555  | Paulinho da Varzinhas Filho | PTdoB   | 19.183  | 1,89%      | Aracaju            | Sergipe            |
| 12250  | Ulices Andrade              | PDT     | 19.129  | 1,88%      | Canhoba            | Sergipe            |
| 20111  | Dra. Angélica               | PSC     | 19.077  | 1,88%      | Japoatã            | Sergipe            |
| 15000  | Garibalde Mendonça          | PMDB    | 18.145  | 1,78%      | Aracaju            | Sergipe            |
| 13300  | Francisco Gualberto         | PT      | 16.799  | 1,65%      | São Cristóvão      | Sergipe            |
| 70333  | João da Graça               | PTdoB   | 16.589  | 1,63%      | Graccho Cardoso    | Sergipe            |
| 13600  | Conceição Vieira            | PT      | 15.629  | 1,54%      | Aracaju            | Sergipe            |
| 10222  | Mardoqueu                   | PRB     | 15.117  | 1,49%      | São Paulo          | São Paulo          |
| 15123  | Prof. Wanderlê              | PMDB    | 14.878  | 1,46%      | Aracaju            | Sergipe            |